# محمود العبطة
محمود إبراهيم جاسم العبطة هو قاضي ومؤرخ وأديب عراقي من أهل بغداد.

## ترجمته
ولد محمود العبطة ببغداد عام 1922 في محلة الست نفيسة إحدى محلات الكرخ ببغداد، واسرته نزحت من شمال بغداد واستقرت في هذه المحلة، ويبدو ان (عبطة) وهي ام جاسم العبطة جد الاستاذ محمود كانت لها شخصية قوية في اسرتها ومحلتها، فاطلق الناس اسمها على الاسرة، وهو شقيق المحامي محمد العبطة.
اكمل الدراسة الابتدائية ثم الثانوية في مدارس مختلفة، ودخل كلية الحقوق فتخرج فيها عام 1953، فترك وظيفته في مديرية المساحة العامة، ومارس مهنة المحاماة، كما عين في الستينيات قاضيا في بعض محاكم العراق، ثم عاد إلى المحاماة إلى النهاية. وكان الادب واهله وكتب المعارف العامة الاقرب إلى اهتمامه منذ الثلاثينيات، ومن هذا مقاله في مجلة الرسالة المصرية عام 1937 وهي أول مقالة منشورة له، وهي التي حفزته إلى استمرار الكتابة في شتى الصحف والمجلات منذ اوائل الاربعينيات حتى رحيله. وفي الهزيع الاخير من حياته كانت جريدة العراق وصفحتها الثقافية موضع مقالاته الادبية والنقدية والتاريخية. عقد صلات واسعة مع المثقفين العراقيين على مختلف انتماءاتهم الفكرية ونزعاتهم في الكتابة والابداع، ولم يفرق في اهتمامه بين اديب مخضرم واخر ناشيء، بين اديب كلاسيكي واخر من متعاطي الادب الحديث، كما كان صديقا حميما لطبقات شعبية مختلفة، وكنت احضر مجلسه في مقهى جزيرة العرب عصرا وقد التف حوله اصحاب العلاوي والمحال التجارية في منطقة علاوي الحلة وهم فرحين باحاديثه وتعليقاته اللاذعة والساخرة. ومن هنا نفسر المفاجأة المحزنة للجميع برحيله في 14 تشرين الثاني 1986.

## مؤلفاته
آثاره المطبوعة:
1. أدباء معاصرون بين بغداد والبصرة (البصرة 1971)
2. أضواء على شعر وحياة بدر شاكر السياب (بغداد 1971)
3. بدر شاكر السياب والحركة الشعرية الحديثة في العراق (بغداد 1965)
4. بغداد وثورة العشرين (بغداد1977)
5. جمال الدين الأفغاني في بغداد (بغداد 1977)
6. الخطيب وتاريخ بغداد (بغداد 1981)
7. الديمقراطية في العراق، ج1 (النجف 1960)
8. رجل الشارع في بغداد (بغداد 1962)
9. شعر وتغريد، مجموعة قصائد ألقيت في حفلة تكريم الشاعر خضر الطائي سنة 1943 لفوزه بجائزة أفضل كتاب عن الشاعر العربي أبي تمام الطائي (جمع وإعداد)، (بغداد 1968)
10. عثمان الموصلي في بغداد (بغداد 1973)
11. الفارابي في بغداد (بغداد 1975)
12. الفولكلور في بغداد (بغداد 1963)
13. القافلة، الجزء 1 (بغداد 1958)، الجزء 2 (بغداد 1959)، الجزء 3 (بغداد 1968)، وهي مجموعة مقالات مختلفة للكاتب.
14. المتنبي ذلك الشاعر البدوي (بغداد 1977)
15. محمود أحمد السيد، دراسة (بغداد 1961)
16. معروف الرصافي، حياته وآثاره (بغداد 1992)، من مطبوعات دائرة الشؤون الثقافية
17. من ديوان الرصافي (بغداد 1978)، استدرك فيه على ديوان الرصافي المطبوع بخمسة أجزاء
18. من رؤساء تحرير جريدة الزوراء (بغداد 1969)، صدر ضمن العيد المئوي للصحافة العراقية
19. الموسيقى في بغداد (بغداد 1978)
20. الوطنية في شعر حافظ جميل (بغداد 1984)

## وصلات خارجية
عبد الحميد العلوجي ودوره الوطني والثقافي - إبراهيم خليل العلاف - الحوار المتمدن - العدد: 2566 - 2009/2/23